# Explosion d'une voiture piégée à Nacka
Le 28 juin 1999, l'explosion d'une voiture piégée à Nacka dans la banlieue de Stockholm blesse sérieusement un père de famille et plus légèrement son fils âgé de huit ans. La victime est un journaliste d'investigation, spécialisé dans les milieux néonazis, qui se savait menacé. L'enquête policière n'aboutit pas et l'instruction est classée sans suite en 2007.
Avec le meurtre de deux policiers à Malexander et le meurtre du syndicaliste Björn Söderberg, cet attentat est l'une des trois affaires criminelles impliquant les milieux néonazis qui ont secoué la Suède en 1999.

## Les cibles
L'attentat vise un couple de journalistes travaillant sous les pseudonymes de Peter Karlsson et Katarina Larsson. Spécialisés dans les enquêtes sur les milieux néonazis en Suède, ils ont notamment collaboré au magazine Expo, fondé par Stieg Larsson, et exercent en 1999 comme freelance, publiant des articles dans les plus grands quotidiens suédois tels qu'Aftonbladet, Expressen et Dagens Nyheter. En 1999, ils se sont notamment intéressés aux lieux de fabrication des CD de musique suprémaciste blanche, ainsi qu'à la présence de néonazis dans les forces armées suédoises.
Peter Karlsson et Katarina Larsson sont les parents d'un fils, âgé de huit ans au moment des faits, et d'une fille en bas âge. Au cours du printemps 1999, ils reçoivent des appels téléphoniques inquiétants, que ce soit à leur domicile ou chez leurs parents, et se sentent observés dans la rue. Ils contactent la préfecture de police de Stockholm, qui prend la menace au sérieux. On leur remet notamment des boutons d'alarmes, leur permettant de contacter immédiatement la police en cas de danger.

## L'attentat
Le matin du 28 juin 1999, Peter Karlsson doit déposer son fils à l'école, avant de se rendre au travail. Sa voiture, une Renault de couleur rouge, est garée sur un parking public, non loin de son domicile. Vers 10 h 30, alors qu'il s'installe au volant, une bombe placée sous le véhicule, au niveau du siège conducteur, explose. Sérieusement blessé au dos et à une jambe, il doit subir plusieurs opérations chirurgicales. Son fils est plus légèrement touché.

## Suites
L'attentat de Nacka survient un mois jour pour jour après le meurtre de deux policiers à Malexander et quelques mois avant le meurtre d'un syndicaliste, Björn Söderberg, à Skärholmen. Ces trois affaires criminelles liées aux milieux néonazis marquent l'année 1999 et entrainent un vaste mouvement de protestation au sein de la population suédoise. Des manifestations sont organisées dans tout le pays pour faire front contre la violence d'extrême droite.
Mais, alors que le double meurtre de Malexander et le meurtre de Björn Söderberg sont rapidement suivis par l'arrestation de suspects, qui sont jugés et condamnés à de lourdes peines, l'enquête sur l'attentat de Nacka s'enlise. La police suédoise entend plus d'une centaine de personnes sans parvenir à identifier le ou les poseurs de bombe. L'enquête est interrompue et relancée à plusieurs reprises avant d'être classée définitivement en 2007. Un élément nouveau, tel qu'un témoignage, pourrait toutefois relancer la machine judiciaire.
En 2009, dix ans après les faits, Karlsson et Larsson se sentent toujours menacés et vivent sous de fausses identités. Ils ont été amenés à déménager plusieurs fois au cours des ans.